# Església de Sant Víctor
L'església de Sant Víctor de Dòrria fou consagrada pel Bisbe Nantigís el 7 de juliol del 903 esmentada amb el topònim Doriga. El novembre del 1997 es van descobrir a l'absis de l'església, pintures romàniques de rellevant importància, L'edifici fou molt modificat als segles XVII i XVIII, i la seva restauració va acabar en 2003.
És de forma rectangular, amb teulada coberta amb llosa, capçada a llevant per un absis rectangular i diferenciat de la nau, amb dues capelles laterals adossades a la cara nord i una altra al lateral de migdia, on hi ha la porta d'entrada, oberta en una de les moltes restauracions que s'hi han dut a terme i sobre aquesta una finestra romànica de mig punt i doble esqueixada. S'accedeix a la porta a través d'un petit pati exterior que evita entrar al temple sense passar pel petit cementiri del davant. Té un ull de bou de construcció o restauració molt tardana a ponent. A la cantonada entre la cara nord i la de ponent es troba el campanar que es una torre quadrada amb un gran finestral a cada cara i coberta piramidal. Al campanar s'hi pot accedir per una escala exterior al cantó nord.